# Chariot (album Gavin DeGraw)
Chariot è l'album di debutto del cantautore statunitense Gavin DeGraw, la cui prima registrazione risale al 22 luglio 2003 con la J Records. Il 27 luglio 2004, esce Chariot Stripped, una ri-registrazione del primo album, che comprende le versioni live delle canzoni originali, più una cover "Change Is Gonna Come" di Sam Cooke. L'album ha avuto un grande successo, che è stato coronato da un disco di platino negli Stati Uniti per aver venduto oltre un milione in questo paese.

## Elenco dei brani

### Versione originale
1. Follow Through – 4:01
2. Chariot – 4:01
3. Just Friends – 3:25
4. (Nice to Meet You) Anyway – 3:46
5. Chemical Party – 3:02
6. Belief – 4:29
7. Crush – 3:27
8. I Don't Want to Be – 3:39
9. Meaning – 3:35
10. More Than Anyone – 2:59
11. Over-Rated – 4:12
12. Get lost – 4:28

### VersioneStripped
1. Follow Through – 4:28
2. Chariot – 4:59
3. Just Friends – 4:49
4. (Nice to Meet You) Anyway – 4:46
5. Chemical Party – 4:54
6. Belief – 3:09
7. Crush – 3:20
8. I Don't Want to Be – 4:04
9. Meaning – 3:41
10. More Than Anyone – 3:50
11. Over-Rated – 6:22
12. Change Is Gonna Come (Sam Cooke) – 12:27

## Classifiche
| Paese       | Posizione più alta |
| ----------- | ------------------ |
| Danimarca   | 1                  |
| Finlandia   | 23                 |
| Italia      | 43                 |
| Norvegia    | 2                  |
| Paesi Bassi | 6                  |
| Stati Uniti | 56                 |
| Svezia      | 21                 |
| Svizzera    | 48                 |

## Formazione
- Gavin DeGraw - voce, pianoforte, tastiera
- Alvin Moody - basso
- Michael Ward - chitarra
- Joey Waronker - batteria